# Íslensk þjóðlög (kolekcja)
Íslensk þjóðlög (isl. Islandzkie pieśni ludowe) to zbiór 500 islandzkich pieśni ludowych zebranych przez Bjarniego Þorsteinssona w latach 1906–1909. Dzieło zostało wydane dzięki funduszom Fundacji Carlsberga

## Źródła
- Islandzkie pieśni ludowe – Ísmús